# ژان انگوئسان
ژان انگوئسان (انگلیسی: Jean N'Guessan؛ زادهٔ ۱۷ آوریل ۲۰۰۳) بازیکن فوتبال اهل ساحل عاج است که در حال حاضر برای باشگاه فوتبال الوصل امارات بازی می‌کند. 
وی همچنین در تیم ملی فوتبال زیر ۲۳ سال ساحل عاج بازی کرده است.